# Torrance (Dunbartonshire Orientale)
Torrance (An Toran in lingua gaelica scozzese) è una località della Scozia, situata nell'area di consiglio di Dunbartonshire Orientale.